# Manuel II Paléologue
Pour les articles homonymes, voir Manuel II.
Manuel II Paléologue (en grec : Μανουήλ Βʹ Παλαιολόγος) est un  empereur byzantin qui règne de 1391 à 1425. Né le 17 juin 1350, il meurt le 22 juillet 1425. Il est le second fils de Jean V Paléologue, empereur byzantin, et d'Hélène Cantacuzène.

## Avant son avènement
Quand son père part pour Rome, en 1369, il se voit confier le gouvernement de Thessalonique tandis que son frère aîné Andronic exerce le pouvoir à Constantinople. En 1370, Jean V négocie à Venise un traité impliquant, contre l'annulation de ses dettes, la cession aux Vénitiens de l'île de Ténédos : Andronic refuse de l'exécuter, provoquant la détention de Jean V à Venise. C'est Manuel qui parvient à réunir la somme lui permettant de libérer son père.
En septembre 1371, à la suite de la bataille de la Maritsa, le sultan ottoman Murad Ier fait des Serbes et des Bulgares de Macédoine ses vassaux. Manuel profite de ce contexte pour s'emparer de la ville de Serrès et organiser la défense de son despotat de Salonique contre les Turcs : il réduit de moitié les exemptions fiscales des domaines monastiques pour la financer. Mais la volonté de résistance de Manuel n'est guère partagée par son père, qui accepte de se reconnaître vassal du sultan en 1374. Andronic, le fils aîné, s'étant révolté et ayant été vaincu et emprisonné, Manuel est proclamé à sa place héritier du trône.
Mais en 1376, Jean V ayant confirmé le traité de 1370 cédant Ténédos à la république de Venise, les Génois du comptoir de Pera réagissent en faisant évader Andronic et en s'entendant avec le sultan pour le placer sur le trône. Jean V et Manuel sont incarcérés jusqu'en 1379 ; étant parvenus à s'évader, ils se rendent auprès de Murad Ier à Andrinople (alors capitale ottomane) et obtiennent son soutien contre la promesse de lui livrer Philadelphie, ville grecque d'Asie Mineure, toujours byzantine. Toujours avec l'aide des Vénitiens, Andronic est délogé de Constantinople et Jean V rétabli sur le trône.
En 1381, la paix est conclue entre Vénitiens et Génois et au sein de la famille Paléologue : Andronic, le fils aîné, redevient héritier du trône et obtient Sélymbrie en apanage : Manuel se voit à nouveau attribuer le despotat de Thessalonique. Il réussit à établir son autorité en Thessalie et en Épire et organise une armée de volontaires pour défendre sa principauté contre les Turcs. Mais en 1383, ceux-ci s'emparent de la ville de Serrès et assiègent Thessalonique. Les appels à l'aide de Manuel en direction de son père Jean V, du despotat de Morée, de Venise ou du pape restent sans réponse : en 1387, Thessalonique tombe aux mains du sultan après un siège de trois ans et demi.
Au printemps 1390, ayant obtenu l'appui de Bayezid Ier, qui vient de succéder à Mourad, le prince Jean, fils d'Andronic, s'empare de Constantinople et réduit son grand-père l'empereur Jean V à se barricader dans une des forteresses des remparts de la ville. Manuel réussit à rassembler une armée dans les quelques îles du Nord de l'Égée restées sous contrôle byzantin, et au mois de septembre, il parvient à chasser son neveu de la capitale. Jean VII se réfugie auprès du sultan, qui le renvoie dans son apanage de Sélymbrie, mais exige que Manuel revienne auprès de lui pour qu'ils renouvellent les termes de l'accord passé en 1379 avec Murad Ier : en effet, Philadelphie a refusé de se rendre aux Turcs. Manuel participe comme vassal à la prise de la ville par le sultan. Mais il est ensuite retenu par les Turcs à Brousse et traité comme un otage de marque.

## Après son avènement

### Avant la bataille d'Ankara
En février 1391, Jean V meurt. Craignant que son neveu Jean VII ne profite de son absence pour s'emparer de Constantinople, Manuel s'évade de Brousse et traverse le Bosphore pour se faire couronner empereur en mars. Ensuite il s'efforce de se réconcilier avec le sultan Bayezid qui l'accepte comme vassal, mais augmente le tribut des Byzantins et exige que Manuel l'accompagne dans une campagne militaire contre des émirats rivaux dans le sud et l'est de l'Asie Mineure. Manuel doit donc abandonner la régence à sa mère Hélène Cantacuzène et reste absent pendant près d'un an.

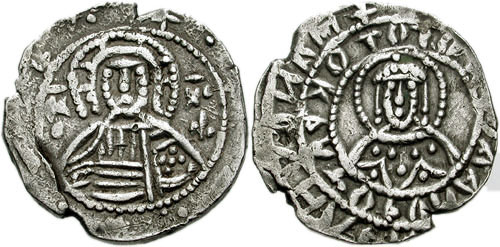
Manuel II Paléologue, stavraton d'argent, entre 1391 et 1395.

De retour à Constantinople au début de l'année 1392, Manuel s'empresse de se marier pour assurer sa lignée ; auparavant, il avait eu plusieurs enfants illégitimes, mais n'avait jamais pris d'épouse. Cette année 1392, l'Église de Russie cesse de glorifier dans sa liturgie l'empereur romain d'Orient, devenu un vassal du sultan : la protestation solennelle du patriarche Antoine IV n'y change rien. En 1393, soupçonnant le tsar bulgare Ivan Chichman de vouloir s'entendre avec le roi de Hongrie pour échapper à sa suzeraineté, Bayezid Ier envahit et annexe son territoire, capture et fait décapiter Ivan Chichman en 1395. Ensuite il convoque à Serrès tous ses autres vassaux chrétiens des Balkans, y compris l'empereur Manuel et le tsar serbe Stefan Lazarević, et se livre envers eux à une intimidation humiliante, annonçant même à un moment qu'il va tous les faire exécuter un par un toutes les heures.
De retour à Constantinople, Manuel déclare que son honneur de souverain ne lui permet plus d'accepter cette situation. En 1394, il ignore une nouvelle convocation du sultan et se prépare à la guerre : en effet l'automne de cette année, les Turcs assiègent Constantinople. L'empereur envoie des ambassades demander de l'aide aux royaumes chrétiens. Le maréchal Boucicaut, envoyé par le roi de France Charles VI, Sigismond Ier du Saint-Empire et de Hongrie, Ladislas II Jagellon de Pologne et de Lituanie, Étienne Mușat de Moldavie, Vlad Bassarab de Valachie et le doge Antonio Venier de Venise forment une coalition à laquelle s'ajoutent des volontaires venus de toute l'Europe, et se dirigent vers Constantinople pendant l'été 1396, mais la coalition est vaincue par les Turcs à la bataille de Nicopolis. Boucicaut est fait prisonnier par les Turcs puis libéré contre une forte rançon tandis que le roi Sigismond parvient à s'échapper par le Danube grâce à une mahonne valaque. Constantinople parvient néanmoins à tenir bon grâce à ses murailles imprenables et à la maîtrise des mers qu'exercent conjointement les flottes grecque, vénitienne et génoise, qui ravitaillent la ville.
Trois ans plus tard, l'été 1399, Boucicaut débarque à Constantinople à la tête d'une troupe de douze cents hommes, et, galvanisant les énergies, il incite l'empereur Manuel à se rendre personnellement en Occident pour demander l'organisation d'une croisade.
Laissant le pouvoir dans la capitale à son neveu Jean VII, Manuel embarque en décembre en compagnie du maréchal français. Ayant débarqué à Venise en avril 1400, il y rencontre Charles VI de France, venu au-devant de lui, en juin, puis Henri IV d'Angleterre à Londres à la fin de l'année 1400. Repassant par Paris en 1401, il y séjourne plus d'un an et envoie également des ambassadeurs auprès des rois de Castille et d'Aragon, et auprès du pape Boniface IX. Mais cette grande tournée est vaine car les Occidentaux sont occupés par le conflit franco-anglais et peu enclins à secourir un empire certes chrétien, mais n'obéissant point à l'Église de Rome, et dont ils avaient d'ailleurs pris et pillé la capitale moins de deux siècles auparavant. Manuel revient finalement bredouille à Constantinople en juin 1403.
Pendant l'absence de Manuel, sa ville avait été sauvée de manière inattendue : au printemps 1402, Jean VII, qui avait perdu Sélymbrie et tout ce qui, en Thrace, se trouvait en dehors des murailles de la capitale, s'apprêtait à capituler lorsque la victoire écrasante de Tamerlan sur les Turcs à la bataille d'Ankara en juillet 1402, et la capture de Bayezid Ier, qui meurt entre les mains de son vainqueur, affaiblissent brutalement les Ottomans. La sanglante succession ottomane qui s'ensuit offre à l'Empire byzantin un sursis inespéré. Averti de ces événements, Manuel, revenu au début de 1402 de France par l'Italie du Nord, a d'ailleurs différé son retour dans sa capitale pour négocier à Gênes et à Venise, l'envoi de troupes occidentales, arguant de l'occasion qui se présentait de se débarrasser définitivement des Ottomans. L'argument n'eut guère plus d'effets.

### Après la bataille d'Ankara

En rouge l'Empire byzantin entre le traité byzantino-ottoman de 1403 et la chute de Constantinople en 1453 ; en vert l'Empire ottoman

Suleyman Bey, le fils aîné de Bayezid Ier, qui se trouve à Andrinople et contrôle les possessions européennes des Ottomans soit la majeure partie des Balkans, parvient à diviser les chrétiens en faisant de larges concessions aux Byzantins, aux Vénitiens, aux Génois et aux Hospitaliers de Rhodes. Au début de 1403, un traité est conclu avec Jean VII, avant le retour de Manuel, aux termes duquel les Byzantins sont libérés de leur vassalité et de leur tribut et se voient restituer Thessalonique, le mont Athos et les îles de la mer Égée, ainsi que toute la côte occidentale de la mer Noire de Messembrie jusqu'aux bouches du Danube. À son retour, Manuel avalise ce traité malgré ses défauts : Gallipoli, essentielle pour Constantinople, n'a pas été récupérée, et le domaine de la capitale est réduit à une frange côtière, tandis que la région de Thessalonique a visiblement été prévue comme simple apanage pour Jean VII, qui va s'y installer.
En juin 1407, Théodore Ier, despote de Morée, frère de Manuel, meurt sans héritier, permettant à l'empereur d'installer à sa place son propre fils Théodore, encore enfant. De même, quand Jean VII, son neveu, meurt lui aussi sans héritier, en août 1408, Manuel peut récupérer Thessalonique pour son autre fils Andronic. En pratique, il réunit sous son autorité trois petits États byzantins jusque-là indépendants, ce qui renforce un peu sa position.
En 1409, la guerre entre les fils de Bayezid Ier entre dans une phase aiguë quand Moussa débarque en Europe, prend Gallipoli et envahit le domaine de Suleyman. En 1410, Manuel essaie de profiter de la situation pour reprendre Gallipoli, mais échoue. En 1411, Suleyman est vaincu et tué par Moussa, qui se retourne contre les Byzantins et assiège Constantinople et Thessalonique. Pour se défendre, Manuel fait alors alliance avec un troisième frère, Mehmet, dont il organise le transport des troupes depuis l'Anatolie en traversant les détroits. En 1413, Moussa est vaincu et capturé par Mehmet, qui le fait étrangler.
Reconnu comme seul sultan, Mehmet Ier récompense Manuel de son appui en confirmant le traité signé en 1403 par Suleyman, et une paix s'établit entre Byzantins et Turcs jusqu'en 1421. Cependant la situation de l'Empire byzantin, réduit à quelques territoires épars, est redevenue très précaire. Les bouches du Danube et le despotat de Dobroudja échoient brièvement à la Valachie tandis que les despotats grecs de Crimée et Morée sont quasi-indépendants ; de plus, pour régler les dettes contractées au fil des années, l'Empire doit céder à Gênes ou à Venise la plupart des îles grecques et plusieurs ports qu'il contrôlait encore autour de la mer Noire, à l'extrémité occidentale de la route de la soie.  
En 1414, Manuel confie le pouvoir à Constantinople à son fils aîné Jean et se rend par mer à Thessalonique : il repousse une attaque des Génois sur l'île de Thasos et passe l'hiver 1414-1415 dans la ville. Au printemps, il se rend dans le Péloponnèse, la partie la plus homogène de son État, et ordonne d'importants travaux de restauration des fortifications antiques de l'isthme de Corinthe, le mur de l'Hexamilion. L'impôt spécial qu'il décide de lever provoque une révolte qu'il doit mater. Il veut rendre le Péloponnèse imprenable comme Constantinople et Thessalonique.
En 1416, Manuel regagne sa capitale et envoie son fils Jean à Thessalonique. Pendant ce temps, Mustafa, dernier frère survivant de Mehmet Ier, s'est révolté dans les Balkans. À l'automne 1416, il est vaincu par les troupes du sultan près de Thessalonique et se réfugie dans la ville. Le prince Jean le fait interner sur l'île de Lemnos, et le sultan se montre disposé à payer 20 000 hyperpères par an pour qu'il y soit maintenu sous bonne garde.
Au début de l'année 1421, le prince Jean est couronné coempereur sous le nom de Jean VIII. Le sultan Mehmet Ier meurt la même année, et Jean VIII est d'avis de jouer la carte Moustafa en l'aidant à s'imposer comme sultan contre son neveu Murad II, et en gagnant ainsi de nouveaux avantages. Le vieux Manuel est très hostile à une politique aussi risquée, et la dispute fait rage au Palais pendant plusieurs mois. Finalement Manuel cède, et Jean fait transporter Mustafa de Lemnos à la péninsule de Gallipoli, l'une des nombreuses villes que le prétendant promet de rendre à l'Empire. Bien accueilli en Europe, Moustafa s'empare facilement de Gallipoli et d'Andrinople. Mais quand il passe en Asie Mineure et marche sur Brousse, au début de 1422, ses troupes sont écrasées par celles de son neveu qui le poursuit dans les Balkans, le capture et le fait pendre. Puis, malgré les tentatives de Manuel pour l'apaiser, il fait assiéger Constantinople et Thessalonique (printemps 1422). Mais à l'automne, un autre Moustafa, le frère cadet de Murad II, avec qui Manuel a noué contact, se révolte, et le sultan doit lever le siège de Constantinople. Le nouveau prétendant s'empare de Nicée avec l'aide des Byzantins, mais au début de 1423, Murad II parvient à se rendre maître de lui et le fait étrangler.
Pendant ce temps, à Constantinople, Manuel a été victime, vraisemblablement, d'un accident vasculaire cérébral, qui l'a laissé à demi paralysé. Murad II, pensant la capitale byzantine imprenable, décide de s'emparer de deux autres parties de l'Empire : il fait accentuer la pression sur Thessalonique, poussant le jeune prince Andronic, dont c'est l'apanage, à offrir la ville aux Vénitiens pour qu'ils la défendent ; d'autre part une armée turque se rue sur le Péloponnèse, démolit sans difficulté le mur de l'Hexamilion et met la péninsule au pillage. Le coempereur Jean VIII s'embarque pour Venise afin d'y demander une fois de plus de l'aide en échange d'avantages et de cessions de territoires (alors qu'il lui en reste de moins en moins à céder). Pendant son absence, durant l'hiver 1424-1425, le sultan accorde la paix au vieux Manuel à demi paralysé, assisté de son quatrième fils Constantin. Les conditions de cette paix sont très dures : les seules villes laissées sur le continent, en dehors du Péloponnèse, sont Constantinople, Sélymbrie, Thessalonique, Messembrie et Anchialos, et un tribut annuel de 20 000 hyperpères est exigé. Au printemps 1425, Jean VIII, passé par la Hongrie, revient de Venise les mains vides.
En juin, Manuel, grabataire, prononce ses vœux de moine en adoptant le nom de Matthieu ; il meurt le 22 juillet. À sa mort, l'Empire byzantin est presque revenu à son état dramatique de 1391, à cause de l'imprudence de Jean VIII, qui a voulu miser sur Mustafa et qui a perdu. Mais la situation était de toute façon désespérée, et Manuel mérite le crédit d'avoir fait survivre l'Empire à l'agonie pendant encore quelques décennies.

## Œuvre écrite
Manuel II était un homme de culture, qui fut constamment entouré d'un cercle de lettrés, comme Démétrios Cydonès, avec qui il était très lié, et les cousins Manuel et Démétrios Chrysoloras. On conserve de lui plusieurs Discours et plusieurs Dialogues, notamment sur les rapports du christianisme et de l'islam, sur la politique et sur des sujets moraux comme le mariage ou l'éducation, un traité sur les sept conciles œcuméniques, un poème sur la manière de convertir les incroyants, une réfutation de la doctrine catholique sur la procession du Saint-Esprit. On garde aussi 68 de ses lettres.
Éditions:
- Correspondance, éd. E. Legrand, Paris, 1893, reprise 1962; éd. George T. Dennis (= Corpus Fontium Historiae Byzantinae 8), Washington, 1977.

- Dialoge mit einem « Perser », éd. Erich Trapp, Wiener Byzantinistischen Studien 2, Vienne (Autriche), 1966.

- Entretiens avec un musulman, 7e Controverse, coll. Sources chrétiennes no 115, Éditions du Cerf, Paris, 1966.

- Dialogus de matrimonio, éd. C. Bevegni, Catane, 1989 / Dialogue with the Empress-Mother on Marriage, éd. A. Angelou, Vienne (Autriche), 1989.

- Patrologia Graeca, vol. 156.

## Famille et descendance
Il épouse le 10 février 1392 Hélène Dragaš  (1376–1450), fille de Constantin Dragaš , un noble serbe. Il a comme descendance légitime :
- Jean VIII Paléologue (1392–1448), son successeur immédiat
- Constantin (1394–1402)
- Théodore, despote d'Achaïe (1396–1448)
- Andronic (1400–1428), despote de Thessalonique, puis entré dans les ordres
- Constantin XI Dragasés (1405–1453), qui succédera à son frère aîné et sera le dernier empereur romain d'Orient ("byzantin")
- Michel (1405–1410)
- Démétrios (1407–1470), despote de Mistra
- Thomas Paléologue (1409–1465), despote de Morée
- Au moins deux filles mortes en bas âge.

## Controverse deBenoîtXVI
Le pape Benoît XVI dans un discours prononcé à Ratisbonne en septembre 2006 sur le thème de la foi et de la raison, cite, sans se les approprier, des paroles de Manuel II Paléologue à un érudit persan : « Montre-moi ce que Mahomet a apporté de nouveau et tu ne trouveras que des choses mauvaises et inhumaines, comme son ordre de diffuser par l'épée la foi qu'il prêchait... (Parce que) Dieu ne saurait se plaire dans le sang, et (que) ne pas agir raisonnablement est étranger à Dieu ». C'est le départ d'une controverse, certains commentateurs avançant que le pape s'est livré à une critique du jihad. Les répercussions politiques de ce discours furent nombreuses dans le monde. On citera les premiers incidents qui éclatèrent fin 2006 dans la bande de Gaza, où le Hamas, mouvement politique islamiste radical, prit prétexte de ce discours pour persécuter la minorité chrétienne et l'expulser de ce territoire.